# (19367) Pink Floyd
Pour les articles homonymes, voir Pink Floyd.
(19367) Pink Floyd (désignations provisoires 1997 XW3, 1985 UZ2 et 1999 JH126) est un astéroïde découvert le 3 décembre 1997 par l'OCA-DLR Asteroid Survey (ODAS) de Caussols. Des relevés photos remontant à 1954 ont pu être trouvés.
Il est nommé en l'honneur du groupe de rock progressif britannique Pink Floyd.

## Orbite
Il possède une orbite elliptique de 3,83 ans autour du Soleil, à une distance comprise entre 306 millions de kilomètres au périhélie et 426,1 millions de kilomètres à l'aphélie.
Son dernier passage au périhélie a eu lieu le 22 octobre 2008 à 0 heure (Temps universel).
L'orbite de (19367) Pink Floyd est inclinée de 3,7 degrés par rapport au plan écliptique (le plan que forme l'orbite de la Terre autour du soleil).

## Caractéristiques physiques
Les informations concernant (19367) Pink Floyd sont peu nombreuses, même son diamètre est incertain, il est probable qu'il soit compris entre 3 et 6 km.
La brillance[Quand ?] de cette planète mineure avoisine 1/15156e[Quoi ?] de celle du plus faible objet qu'il soit possible de distinguer à l'œil nu.

## Compléments